# Night Has a Thousand Eyes
Night Has a Thousand Eyes is een Amerikaanse film noir uit 1948 onder regie van John Farrow. De film is gebaseerd op de gelijknamige roman van Cornell Woolrich. Destijds werd de film in Nederland uitgebracht onder de titel De nacht heeft duizend ogen.

## Verhaal
Op een nacht met een schitterende sterrenhemel springt een rijke jonge vrouw, Jean Courtland, in Los Angeles voor een rijdende trein, maar ze wordt door haar vriend, de geoloog Elliott Carson, gered. In een volgende scène in een restaurant beschuldigt Elliott een kennis van Jean, een verzekeringsagent met de naam John Triton, ervan dat hij erop uit is om Jeans fortuin te stelen door haar haar dood te voorspellen. John Triton vertelt daarop het verhaal dat hij twintig jaar eerder tijdens een "magische rondreis" samen met zijn vriendin Jenny en zijn beste vriend Whitney Courtland ontdekt heeft dat hij werkelijk de toekomst kan voorspellen. Whitney zag hier een kans in om geld te verdienen en het drietal begon op de beurs te spelen en te gokken. Tijdens een optreden zag John in een visioen Jenny's dood en de geboorte van hun eerste kind. Ervan overtuigd dat Jenny haar dood kon voorkomen door met Whitney te trouwen, had John zijn vriend Whitney geadviseerd om olierijke grond te kopen in Oklahoma. Toen was hij verdwenen.
Terug in het heden, vertelt Jean aan Elliott dat haar moeder stierf in het kraambed, ondanks het feit dat ze vermeden had om met John te trouwen. John vervolgt zijn verhaal. Drie maanden eerder, na te zijn verhuisd naar Bunker Hill om dichter bij Jean en Whitney te kunnen zijn, kreeg hij weer een visioen. Daarin zag hij dat hoe Whitney stierf in een vliegtuigcrash. Hij vertelde dit aan Jean, die John nooit ontmoet had. Zij verwittigde haar vader echter toen het al te laat was, en hij stierf in een vliegramp in New Mexico. Hoewel Elliott twijfelt aan de echtheid van wat John over zijn visioenen vertelt, besluit Jean om hem toch te vertrouwen, temeer omdat haar vader met hem bevriend was. Helaas voorspelt hij haar dat ze binnen de week zal sterven, onder een schitterende sterrenhemel. Terug in het heden - als de dag aanbreekt, neemt Elliott Jean naar huis om te rusten, gaat dan naar de politie, om daar te horen dat er met Whitneys propeller geknoeid was, wat doet vermoeden dat hij werd vermoord.
Ondertussen vraagt Jean aan John om bij haar in het huis van Courtland te blijven, in de hoop dat hij haar dood kan voorkomen. Een groep oliebaronnen bevindt zich ook in het huis, die vóór de dood van Whitney plannen hadden voor een fusie met Courtlands oliebelangen. Terwijl hij in het huis is, voorziet John zijn eigen dood door geweerschoten, en ziet ook details over Jeans dood: zij zal sterven om elf uur de volgende nacht, onder de sterren, na een plotselinge warme wind, het breken van een vaas, en het verpletteren van een bloem onder een voet. Zij zal ook sterven aan de voeten van een leeuw, na het horen van de woorden "Er is geen gevaar nu". Op de avond dat John zijn voorspellingen maakt, probeert iemand Jean te smoren met een kussen, en John krijgt de schuld. De volgende nacht is John weg van het huis en wordt ondervraagd door politiepsychologen. Terwijl Jean in angst wacht tot de klok twaalf slaat, begint Johns visioen zich tot in details te ontvouwen. Enkele minuten voor elf duwt de moordenaar de wijzers van Courtlands staande klok vooruit, zodat wanneer de klok begint te luiden, Jean opgelucht denkt dat ze gespaard is gebleven en dat het allemaal voorbij is en de tuin instapt. Daar spreekt de moordenaar de woorden "Er is geen gevaar nu" en begint Jean te wurgen. John komt en redt haar, maar wordt neergeschoten door de politie, die immers denkt dat hij medeplichtig is aan de moord. De aanvaller blijkt een van de oliebaronnen te zijn die zich verzetten tegen de Courtland-fusie. Met John dood aan zijn voeten, weet Elliott nu dat John zich opofferde voor Jean. Hij haalt een brief uit Johns zakken die zijn eigen dood voorspelt tijdens de redding van Jean.

## Rolverdeling
| Acteur             | Personage          |
| ------------------ | ------------------ |
| Edward G. Robinson | John Triton        |
| Gail Russell       | Jean Courtland     |
| John Lund          | Elliott Carson     |
| Virginia Bruce     | Jenny Courtland    |
| William Demarest   | Luitenant Shawn    |
| Richard Webb       | Peter Vinson       |
| Jerome Cowan       | Whitney Courtland  |
| Onslow Stevens     | Dokter Walters     |
| John Alexander     | Mijnheer Gilman    |
| Roman Bohnen       | Melville Weston    |
| Luis Van Rooten    | Mijnheer Myers     |
| Henry Guttman      | Butler             |
| Mary Adams         | Juffrouw Hendricks |
| Douglas Spencer    | Dokter Ramsdell    |